# 대한민국 민법 제1050조
대한민국 민법 제1050조는 재산 분리와 권리의무의 불소멸에 대한 대한민국 민법 조문이다.

## 조문
제1050조 (재산분리와 권리의무의 불소멸): 재산분리의 명령이 있는 때에는 피상속인에 대한 상속인의 재산상 권리의무는 소멸하지 아니한다.

## 판례
- 대법원 1995. 5. 12. 선고 93다48373 판결 [손해배상(자)] [집43(1)민,250;공1995.6.15.(994),2091]